# San Gerónimo de Guayabal
San Gerónimo de Guayabal is een gemeente in de Venezolaanse staat Guárico. De gemeente telt 25.400 inwoners. De hoofdplaats is Guayabal.